# Harry Llewellyn
Henry Morton Llewellyn –conocido como Harry Llewellyn– (Aberdare, 18 de julio de 1911-Abergavenny, 15 de noviembre de 1999) fue un jinete británico que compitió en la modalidad de salto ecuestre. Participó en dos Juegos Olímpicos de Verano en los años 1948 y 1952, obteniendo dos medallas, bronce en Londres 1948 y oro en Helsinki 1952.

## Palmarés internacional
| Juegos Olímpicos | Juegos Olímpicos      | Juegos Olímpicos  | Juegos Olímpicos |
| Año              | Lugar                 | Medalla           | Categoría        |
| ---------------- | --------------------- | ----------------- | ---------------- |
| 1948             | Londres (Reino Unido) | Medalla de bronce | Por equipos      |
| 1952             | Helsinki (Finlandia)  | Medalla de oro    | Por equipos      |